# Alexandre Dobroskok
Alexandre Dobroskok, né le 12 juin 1982 à Bouzoulouk, est un plongeur russe.

## Palmarès

### Jeux olympiques
- Sydney 2000
  -  Médaille d'argent en tremplin 3 mètres synchronisé[1].

### Championnats du monde
- Championnats du monde de natation 2001
  -  Médaille de bronze en tremplin 1 mètre.
- Championnats du monde de natation 2003
  -  Médaille d'or en tremplin 3 mètres synchronisé.
- Championnats du monde de natation 2003
  -  Médaille de bronze en tremplin 3 mètres

### Championnats d'Europe
- Championnats d'Europe de natation 2006
  -  Médaille d'argent en tremplin 3 mètres
- Championnats d'Europe de natation 2006
  -  Médaille d'argent en tremplin 1 mètre